# Catoprion mento
Catoprion mento es una especie de peces de la subfamilia Serrasalminae en la familia Characidae.

## Morfología
Los machos pueden llegar a medir 15 cm de longitud total.

## Hábitat
Vive en zonas de clima tropical, entre 23 y 26 °C de temperatura.

## Alimentación
En cautiverio se le puede dar hojuelas.
En hábitat natural se alimenta de escamas de otros peces tanto en etapa juvenil como en su etapa adulta.

## Distribución geográfica
Se encuentra en Sudamérica, en las cuencas de los ríos Amazonas, Esequibo, Orinoco y Paraguay.

## Observaciones
Su dentadura puede causar graves mordeduras a los humanos.